# Czarne Słońce – Świt
Czarne Słońce: Świt – minialbum studyjny poznańskiej grupy hip-hopowej WSRH. Wydawnictwo ukazało się 9 grudnia 2016 i stanowi pierwszą część trylogii „Czarne Słońce”.

## Lista utworów
1. „Świt” (produkcja, scratche: The Returners)
2. „REDRUM” (produkcja i scratche: The Returners)
3. „W biegu” (produkcja: Sherlock)
4. „Serpentyny” (gościnnie: ReTo; produkcja: Young Veteran$)
5. „Młody król” (gościnnie Paluch; produkcja: Gibbs)
6. „Kostka” (produkcja: Young Veteran$; scratche: DJ Soina)

## Twórcy albumu
- Słoń – rap, teksty
- Shellerini – rap, teksty
- Bartosz Napieralski - miksowanie, mastering, nagrania

## Listy sprzedaży
| Lista | Kraj   | Pozycja |
| ----- | ------ | ------- |
| OLiS  | Polska | 14      |